# 浦安市立富岡小学校
浦安市立富岡小学校（うらやすしりつ とみおかしょうがっこう）は、千葉県浦安市富岡一丁目1番1号にある公立小学校。

## 沿革
- 1979年（昭和54年）4月1日 - 開校。
- 1980年（昭和55年）1月23日 - 校章制定。
- 1981年（昭和56年）2月18日 - 校歌発表会。創立記念日制定。
- 2019年（平成31年）2月18日 ‐ 40周年記念式典。
- 2021年（令和3年）4月～2022年（令和4年）1月 - 大規模改修工事

## 著名な出身者
- 中澤有美子 - フリーアナウンサー、元テレビ信州アナウンサー